# Turbinaria peltata
Turbinaria peltata es una especie de coral duro, de la familia Dendrophylliidae, orden Scleractinia.
Esta especie se encuadra en los corales hermatípicos, que tienen algas zooxantelas y son constructores de arrecifes. Es comercializada en el mercado de acuariofilia, representando, en algunos países, un riesgo para su conservación.

## Morfología
Son colonias laminares, a veces de hojas superpuestas, en ocasiones con formas columnares. Los coralitos son inmersos o tubulares, sobresaliendo de la superficie de la colonia, y miden entre 3 y 5 mm de diámetro. Las colonias pueden alcanzar varios metros de diámetro.
Los pólipos son grandes y están espaciados en la superficie de la colonia. Presentan unas células urticantes denominadas nematocistos, empleadas en la caza de presas microscópicas de fitoplancton. Cuando están totalmente expandidos, normalmente durante el día, dan a la colonia un aspecto peludo.
Su coloración suele ser marrón o gris, aunque también ocurren ejemplares en verde, azul o púrpura.

## Alimentación
Los pólipos contienen algas simbióticas; mutualistas (ambos organismos se benefician de la relación) llamadas zooxantelas. Las algas realizan la fotosíntesis produciendo oxígeno y azúcares, que son aprovechados por los pólipos, y se alimentan de los catabolitos del coral (especialmente fósforo y nitrógeno). Esto les proporciona entre el 75 y el 95% de sus necesidades alimenticias. El resto lo obtienen atrapando plancton microscópico y materia orgánica disuelta del agua.

## Reproducción
Es una especie gonocórica, tanto los pólipos como las colonias son de sexos separados: macho o hembra. Se reproducen tanto asexualmente, por gemación, como sexualmente. No está claro si la fertilización es interna, y se produce dentro de la colonia, o externa, liberando gran cantidad de esperma y huevos a la columna de agua, donde, una vez producida la fertilización, las larvas planctónicas deambulan por el agua arrastradas por las corrientes, antes de metamorfosearse en pólipos sésiles y generar una nueva colonia.

## Hábitat y distribución
Su distribución geográfica comprende el Indo-Pacífico, desde la costa este africana y el Mar Rojo, hasta el Pacífico central.
Es especie nativa de Arabia Saudí; Australia; Baréin; Birmania; Camboya; Comoros; Emiratos Árabes Unidos; Filipinas; Fiyi; India; Indonesia; Irán; Irak; Japón; Kenia; Kiribati; Kuwait; Madagascar; Malasia; islas Maldivas; Islas Marshall; Mauritius; Mayotte; Micronesia; Mozambique; Nauru; isla Norfolk; Nueva Caledonia; Omán; Pakistán; Palaos; Papúa Nueva Guinea; Catar; Reunión; Samoa; Samoa Americana; Seychelles; Singapur; Islas Salomón; Somalia; Sri Lanka; Tailandia; Taiwán(China); Tanzania; Tokelau; Tonga; Tuvalu; Vanuatu; Vietnam; Wallis y Futuna; Yemen y Yibuti.
Se ubican en zonas arenosas del arrecife, normalmente entre 9 y 20 m de profundidad, aunque se reportan localizaciones entre 0,5 y 70 metros, y en un rango de temperaturas entre 21.40 y 27.58 °C.

## Galería

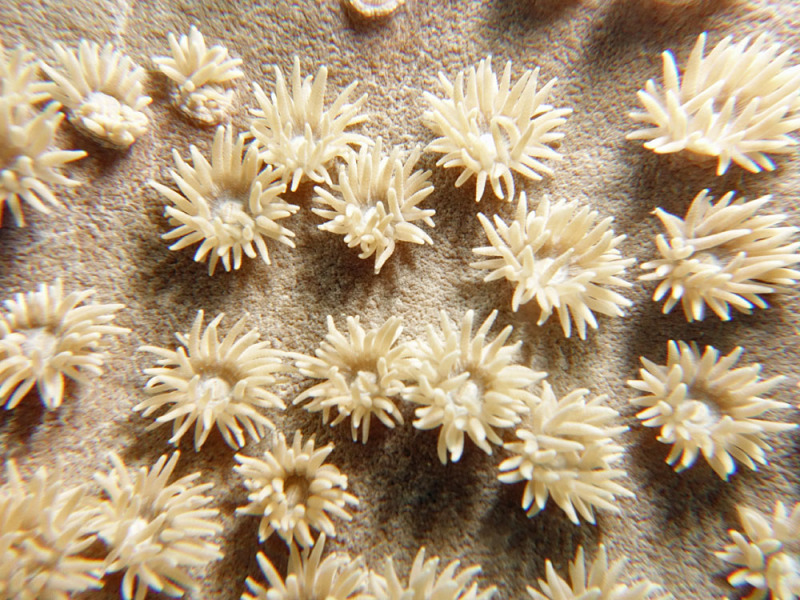
Pólipos expandidos de T. peltata
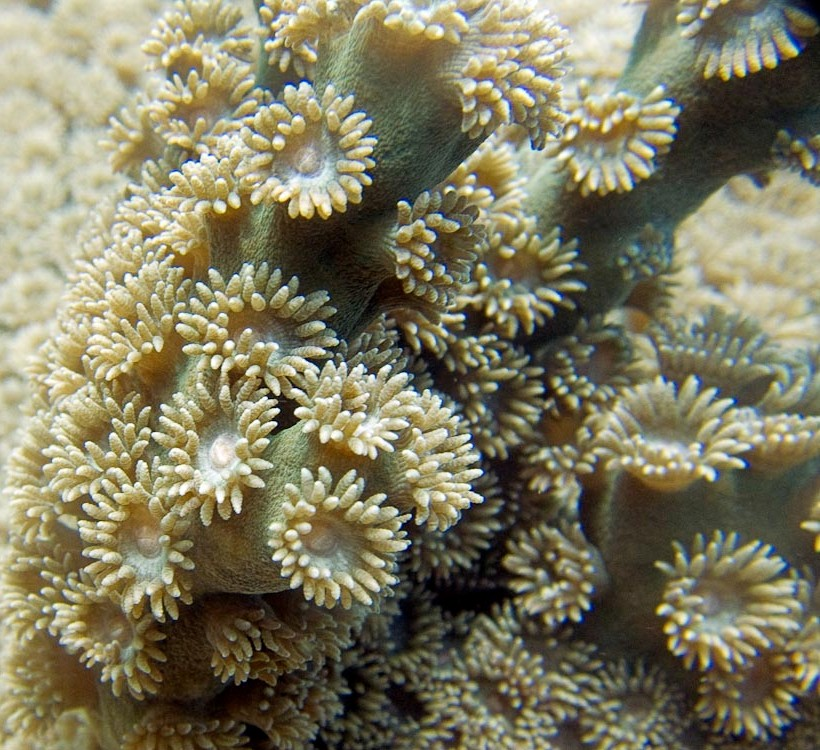
Primer plano de pólipos
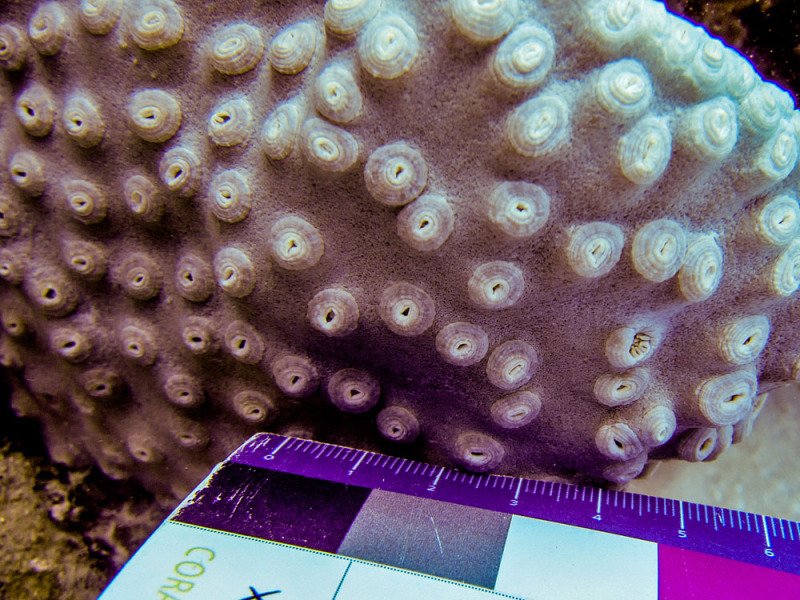
Disposición irregular de coralitos
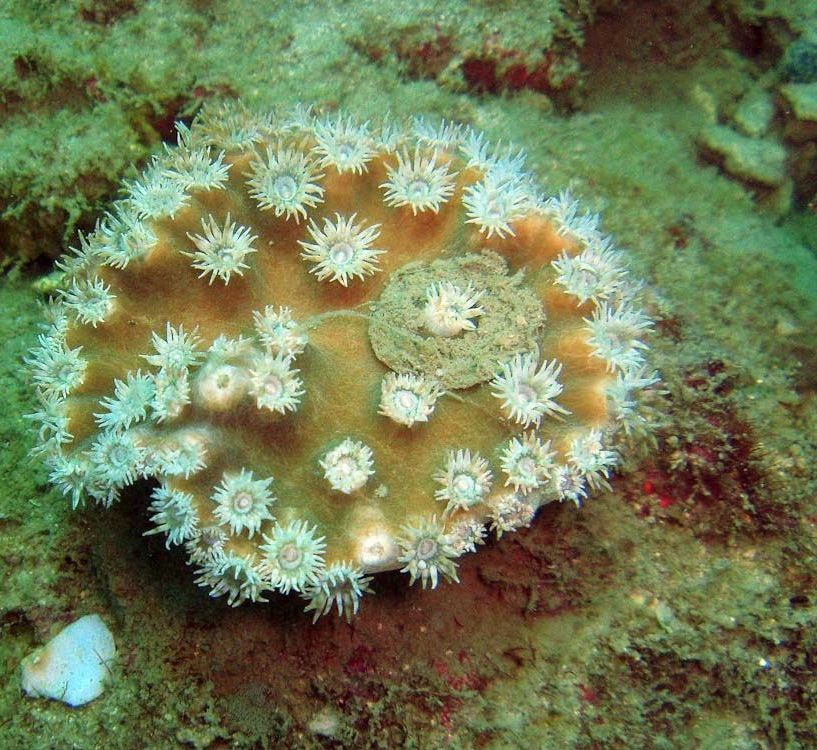
Colonia joven en Koh Phangan, Tailandia
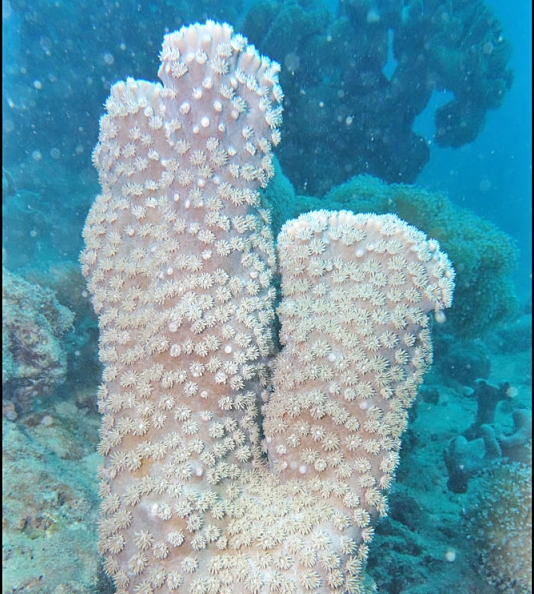
Forma columnar en isla Lizard, Australia
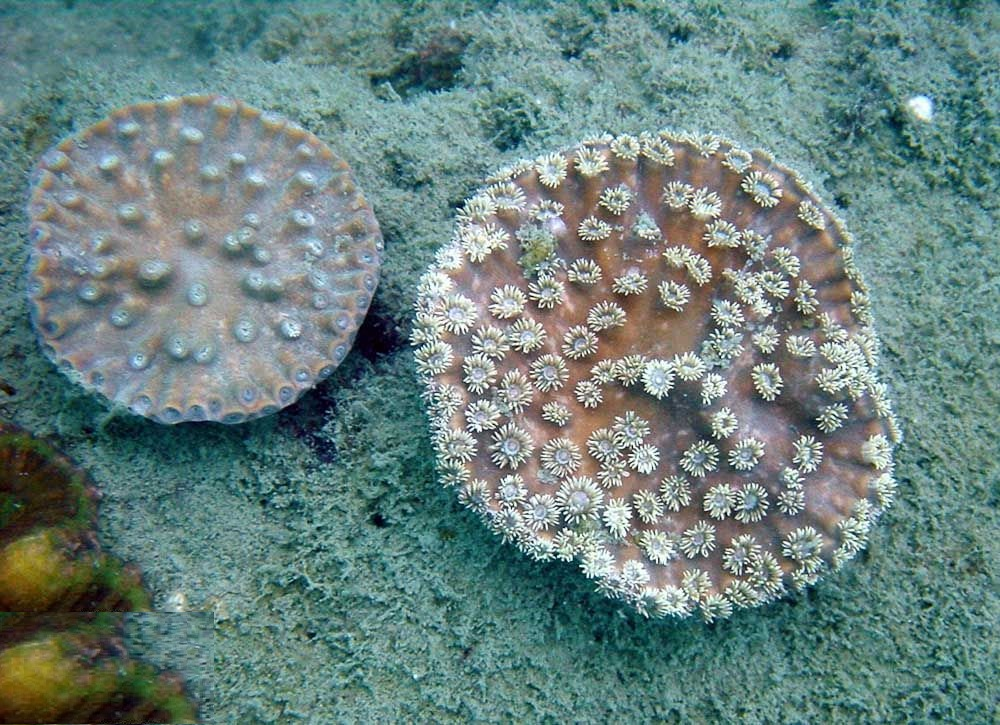
Colonias en forma de plato
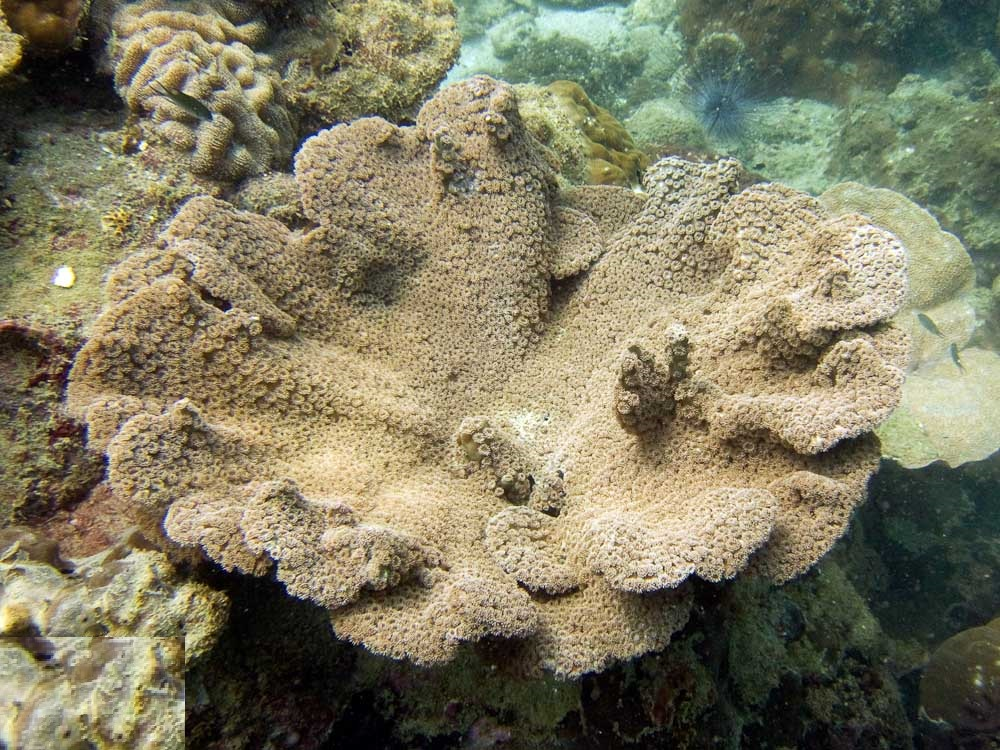
Colonia en Koh Phangan
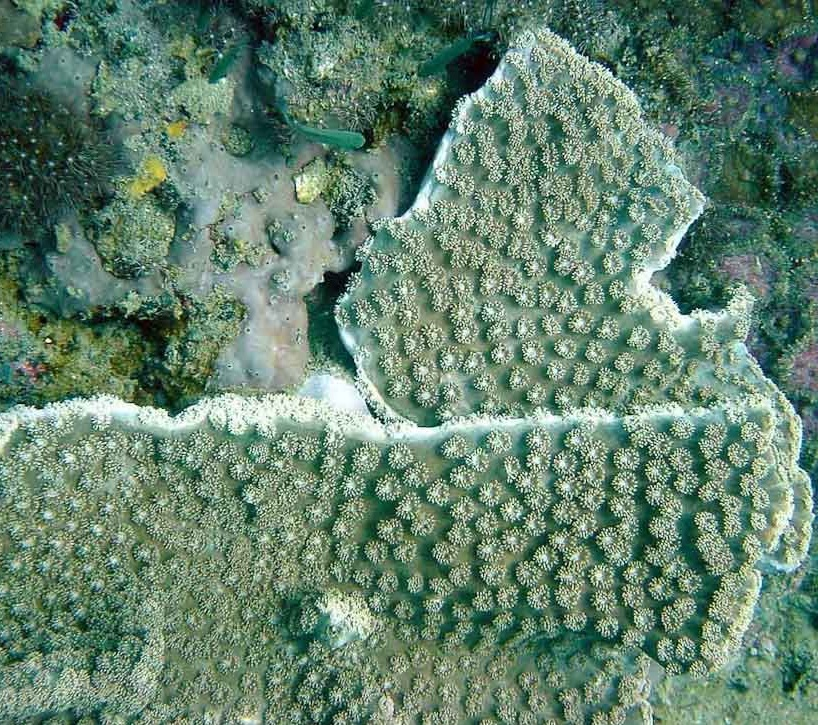
Partes rotas de una colonia regenerándose, los márgenes blancos indican que esas partes están en crecimiento

## Conservación
Como todos los corales, esta especie está incluida en el Apéndice II de CITES. T. peltata está ampliamente distribuida y es común en su rango. Las tendencias de la población son desconocidas, pero se pueden inferir a tenor de la degradación del hábitat, debido principalmente al cambio climático y a la acidificación del océano. Esta estimación de la degradación del hábitat, más la reducción del 36% de la población en tres generaciones, o 30 años, son los parámetros que han determinado a la Unión Internacional para la Conservación de la Naturaleza, UICN, a incluir la especie en la categoría de Vulnerable, bajo el criterio A4c. Una de las amenazas de la especie es su comercialización para el mercado de acuariofilia. Tan sólo en Indonesia se exportaron 15.650 ejemplares vivos en 2005.

### Acciones de conservación
Partes del rango de distribución de la especie están incluidas en áreas marinas protegidas. Las medidas para la conservación de la especie incluyen investigaciones sobre taxonomía, población, abundancia y tendencias, estado ecológico y del hábitat; amenazas y resiliencia a las mismas; identificación, establecimiento y gestión de nuevas áreas protegidas, expansión de las existentes; reproducción artificial y crio-conservación de gametos. Así como supervisar la exportación de la especie, especialmente en Indonesia.